# I volti dell'amore
I volti dell'amore è un film muto italiano del 1924 diretto da Carmine Gallone.